# Seefeld-Kadolz
Seefeld-Kadolz är en kommun  i Österrike. Den ligger i distriktet Hollabrunn i förbundslandet Niederösterreich, 60 km norr om huvudstaden Wien. Den gränsar i norr mot Tjeckien.
Kommunen består av två orter (Ortschaften) (inom parentes invånarantal 1 januari 2024):
- Großkadolz (580)
- Seefeld (357)